# Lèmur ratolí de Bongolava
El lèmur ratolí de Bongolava (Microcebus bongovaensis) és una espècie de lèmur ratolí endèmic de Madagascar. Viu en un àmbit geogràfic petit als boscos caducifolis de l'oest, incloent-hi el bosc de Bongolava i el bosc d'Ambodimahabibo (entre el riu Sofia i el riu Mahajamba. És un lèmur ratolí relativament gran que mesura un total de 26-29 cm de llargada, incloent-hi la cua de 15-17 cm.